# KOS (dwutygodnik)
KOS – podziemny biuletyn Komitetu Oporu Społecznego, pierwsze czasopismo ukazujące się po wprowadzeniu stanu wojennego. Ukazywał się w latach 1981–1989, początkowo jako tygodnik, później dwutygodnik. Pierwsze numery wydawał Krąg, następne Wydawnictwo Społeczne – KOS.
Nr 1 nie ukazał się, w numerację wliczono ulotkę pt. Koła „Oporu Społecznego” wydaną w grudniu 1981. W sumie ukazało się 165 numerów.